# Quilperico I
Quilperico I (ca. 539 — Setembro de 584) foi rei da Nêustria (ou Soissons) de 561 até sua morte. Era um dos filhos de Clotário I, rei de todos os francos, e Aregunda.

## Vida

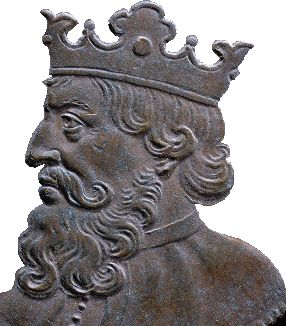
Retrato de Quilperico I numa medalha de bronze de 1720

Invasão de Quilperico ao Reino de Orleães em 583

Imediatamente após a morte de seu pai, em 561, ele se empenhou em tomar posse de todo o reino, sequestrando o tesouro acumulado na cidade real de Berny e entrando em Paris. Seus irmãos, no entanto, forçaram-no a dividir o reino com eles, e Soissons, junto com Amiens, Arrás, Cambraia, Thérouanne, Tournai e Bolonha ficaram com Quilperico I. Seu irmão mais velho Cariberto recebeu Paris, Gontrão recebeu a Borgonha com sua capital em Orleães e Sigeberto I recebeu a Austrásia.À morte de Cariberto em 567, suas posses foram aumentadas quando seus irmãos dividiram o reino de Cariberto entre eles e combinaram compartilhar Paris.
Não muito após sua acessão, no entanto, ele entrou em guerra com Sigeberto, com quem ficaria num longo estado de antipatia. Sigeberto o derrotou e marchou para Soissons, onde ele derrotou e aprisionou o primogênito de Quilperico, Teodeberto. A guerra ampliou-se em 567, com a morte de Cariberto. Quilperico imediatamente invadiu as novas terras de Sigeberto, mas Sigeberto novamente o derrotou. Quilperico, então, aliou-se a Gontrão contra Sigeberto (573), mas Gontrão mudou de lado e Quilperico sofreu mais uma derrota.
Quando Sigeberto desposou Brunilda, filha do soberano visigodo da Espanha, Atanagildo, Quilperico  também quis realizar um grande casamento. Ele já havia repudiado sua primeira esposa, Audovera, e tinha tomado como concubina uma serviçal chamada Fredegunda. Conseqüentemente, ele dispensou Fredegunda e se casou com a irmã de Brunilda, Galsuinta. Mas ele logo se cansaria de sua nova parceira, e numa manhã Galsuinta foi encontrada estrangulada em sua cama. Em poucos dias Quilperico casou-se com Fredegunda.
Esse assassinato foi a causa da mais longa e sangrenta guerra, intercalada de armistícios, entre Quilperico e Sigeberto. Em 575, Sigeberto foi assassinado por Fredegunda no momento que ele tinha Quilperico sob misericórdia. Quilperico então declarou guerra ao protetor da esposa e do filho de Sigeberto, Gontrão. Quilperico retomou sua posição, conquistando da Austrásia Tours e Poitiers e alguns locais na Aquitânia, e estimulou a discórdia no reino oriental durante a minoridade de Quildeberto II.
Ele aparentava alguma cultura literária, e foi autor de algumas posias, tomando Sedúlio como modelo. Ele inclusive acrescentou letras ao alfabeto latino, ordenando que os manuscritos fossem reescritos com os novos caracteres. A captura de Tours da Austrásia e o sequestro das propriedades eclesiásticas, além do hábito de Quilperico de apontar como bispos nobres do palácio que não eram clérigos, o que provocou o ódio amargo de Gregório de Tours, por quem Quilperico foi estigmatizado como Nero e Herodes de sua época.
Num dia de setembro de 584, enquanto retornava de uma caçada para sua vila real de Chelles, Quilperico foi apunhalado até a morte.
Quilperico deve ser considerado um soberano merovíngio típico. Ele era excessivamente ansioso em ampliar sua autoridade real. Ele era zeloso com o tesouro real, cobrando numerosos impostos, e suas medidas fiscais provocaram uma grande revolta em Limoges em 579. Quando sua filha Rigunta foi enviada aos visigodos como noiva para o rei Recaredo I, carregada de presentes esplendorosos, o exército que a acompanhou sobreviveu de modo voraz da terra no caminho até Toledo. Ele desejava a submissão da igreja, e para isso acabou vendendo bispados pela maior oferta, anulando os testamentos em favor dos bispados e abadias, e tentando impor sobre seus súditos uma concepção única da Santíssima Trindade, como Gregório de Tours relata:
Ao mesmo tempo que o rei Quilperico escrevia um pequeno exame sobre o efeito que a Santíssima Trindade não deveria ser assim chamada com referência a pessoas distintas mas deveria simplesmente ter o significado de Deus, dizendo que não era adequado que Deus fosse comparado a um homem de carne; afirmando também que o Pai, o Filho e o Espírito Santo são a mesma coisa. "Igual", disse ele, "era a visão dos profetas e patriarcas e assim era ensinada a lei". Quando ele havia lido isso para mim, disse: "Eu quero que você e os outros educadores da igreja apoiem este ponto de vista". Mas eu respondi: "Bom rei, abandone esta crença; é sua obrigação seguir a doutrina que os outros educadores da igreja nos deixou após o tempo dos apóstolos, os ensinamentos de Hilário e Eusébio que você professou no batismo". 

## Pais
♂ Clotário I (◊ c. 497 † 561)
♀ Aregunda da Turíngia (◊ c. 510 † ?)

## Casamentos e filhos
- em 549 com Audovera (◊ 533 † c. 580)

1. ♂ Teodeberto (◊ c. 550 † 575)
2. ♂ Meroveu (◊ 552 † 577)
3. ♂ Clóvis (◊ 555 † 580), assassinado por Fredegunda.
4. ♀ Basina (◊ c. 565 † ?), freira, liderou uma revolta na abadia de Poitiers.
5. ♀ Quildesinta (◊ c. 567 † ?)

- em Março de 567, Ruão,  com Galsuinta (◊ c. 540 † 568) filha de Atanagildo I, rei dos visigodos da Espanha. Sem filhos.
- depois de 568 com Fredegunda (◊ 545 † 597) filha de Brunulfo, conde de Cambraia

1. ♀ Rigunda (◊ 569 † ?) foi noiva de Recaredo I, rei dos visigodos da Espanha, mas não chegou a se casar.
2. ♂ Sansão (◊ c. 573 † 577)
3. ♂ Clodeberto (◊ 575 † 580)
4. ♂ Dagoberto (◊ 578 † 580)
5. ♂ Teoderico (◊ 582 † 584)
6. ♂ Clotário II (◊ 584 † 629) seu sucessor na Nêustria e depois rei único dos francos.